# Microtea maypurensis
Microtea maypurensis är en tvåhjärtbladig växtart som först beskrevs av Carl Sigismund Kunth, och fick sitt nu gällande namn av George Don jr. Microtea maypurensis ingår i släktet Microtea och familjen Microteaceae. Inga underarter finns listade i Catalogue of Life.